# فيليب كوليدغ
فيليب كوليدغ (بالإنجليزية: Philip Coolidge)‏ هو ممثل أمريكي، ولد في 5 أغسطس 1908 في كونكورد في الولايات المتحدة، وتوفي في 23 مايو 1967 في لوس أنجلوس في الولايات المتحدة بسبب سرطان الرئة.

## أعمال

### أفلام
- (1959) شمالا إلى الشمال الغربي
- (1966) الروس قادمون

## وصلات خارجية
- فيليب كوليدغ على موقع IMDb (الإنجليزية)
- فيليب كوليدغ على موقع ألو سيني (الفرنسية)
- فيليب كوليدغ على موقع أول موفي (الإنجليزية)
- فيليب كوليدغ على موقع قاعدة بيانات برودواي على الإنترنت (الإنجليزية)
- فيليب كوليدغ على موقع قاعدة بيانات الأفلام السويدية (السويدية)
- فيليب كوليدغ على موقع ديسكوغز (الإنجليزية)
- فيليب كوليدغ على موقع قاعدة بيانات الفيلم (الإنجليزية)
- فيليب كوليدغ على موقع كينوبويسك (الروسية)